# Kees Uittenhout (ontwerper)
Kees Uittenhout (Utrecht, 1951) is een Nederlands schrijver en grafisch ontwerper.

## Biografie

### Loopbaan
Uittenhout werd geboren in Utrecht. Na zijn middelbare school volgde hij een opleiding bij Sint Joost tot grafisch ontwerper. In 1985 richtte hij samen met zijn vrouw het ontwerpbureau "Uittenhout Concept & Creation" op dat was gevestigd in Wijk en Aalburg. Een van zijn bekendste werken was het logo van de Efteling, dat zijn studio in 1990 samen met Henny Knoet ontwierp. Knoet ontwierp de mascotte Pardoes.
In 2010 verkoopt Uittenhout zijn studio aan Pieter Sybrandi uit Amsterdam, die het bedrijf binnen anderhalf jaar failliet laat gaan. Na de verkoop is Kees auteur geworden. Zo schrijf hij in 2012 het de roman Gouden handel over de slavernij in Suriname en Curaçao. In 2015 schreef hij Gunners Woede over de verbanning van Engelse misdadigers naar Australië. Hiervoor ontving hij in 2015 de "Brave New Books-prijs". In 2016 verscheen 'Vaders, Zonen & Broers', een roman over het van generatie op generatie doorgeven van misdadige genen.

### Privé
Kees Uittenhout is getrouwd en heeft twee dochters.